# Вільковия (Гнезненський повіт)
Вільковия (пол. Wilkowyja) — село в Польщі, у гміні Клецько Гнезненського повіту Великопольського воєводства.
Населення — 365 осіб (2011).
У 1975—1998 роках село належало до Познанського воєводства.

## Демографія
Демографічна структура станом на 31 березня 2011 року:
|          | Загалом | Допрацездатний вік | Працездатний вік | Постпрацездатний вік |
| -------- | ------- | ------------------ | ---------------- | -------------------- |
| Чоловіки | 178     | 46                 | 121              | 11                   |
| Жінки    | 187     | 44                 | 114              | 29                   |
| Разом    | 365     | 90                 | 235              | 40                   |